# Ahmed Khamis
Ahmed Khamis Rabei Belal Alkhaifi, noto semplicemente come Ahmed Khamis (in arabo أحمد خميس‎?; 16 novembre 1985), è un calciatore emiratino, difensore dell'Al-Uruba.